# Vilaestret
Vilaestret és un cim de 229 metres que es troba al municipi de Godall, a la comarca del Montsià.
Al capdamunt s'hi troba "l'Àrea de Medi Ambient", una zona de picnic i acampada, amb un excel·lent mirador de Godall i la serra, la Plana i els Ports de Tortosa-Beseit.